# Straż pożarna Mikiego
Straż pożarna Mikiego (oryg. Mickey’s Fire Brigade) – amerykański krótkometrażowy film animowany z 1935 roku wyprodukowany przez Walt Disney Animation Studios i wydany przez United Artists.

## Fabuła
Myszka Miki, Kaczor Donald i Goofy są strażakami reagującymi na pożar hotelu. Miki prowadzi współczesny wóz strażacki z drabiną, Donald stoi na stosie drabin, a Goofy steruje tyłem wozu. Na miejscu pożaru trójka strażaków zabiera się do pracy. Film obfituje w zabawne sceny, w których Miki, Donald i Goofy nie radzą sobie z pożarem, a ogień i dym zdają się działać na przekór im.
W końcu Miki zauważa, że na górze jest kobieta potrzebująca ratunku. Okazuje się, że to Krowa Clarabelle, która zamknięta w łazience bierze kąpiel i śpiewa, nieświadoma zagrożenia. Goofy bezskutecznie próbuje ją ostrzec przez okienko nad drzwiami, więc Miki i Donald wyważają drzwi, używając Goofy’ego jako tarana. Clarabelle jest przerażona i myśli, że Miki, Donald i Goofy to porywacze. Krzyczy o pomoc, bijąc ich szczotką, podczas gdy trójka strażaków podnosi wannę z Clarabelle i wypycha ją przez okno. Clarabelle, nadal w wannie, szybuje w powietrzu i zjeżdża po drabinie na ziemię. Na końcu to właśnie Miki, Donald i Goofy lądują w wannie.